# スイングしなけりゃ意味ないね
「スイングしなけりゃ意味ないね」（スイングしなけりゃいみないね、英語: It Don't Mean a Thing (If It Ain't Got That Swing)）は、1931年にデューク・エリントンが作曲し、アーヴィング・ミルズが作詞した曲。初録音、および、リリースが翌年となったため1932年の楽曲として扱われることもある。今ではジャズ・スタンダードのひとつとされており、ジャズ史家のガンサー・シュラーはこの曲の特徴について、「今や伝説的 (now legendary)」であり、「予言的な作品であり予言的な曲名 (a prophetic piece and a prophetic title)」と述べている。2008年には、エリントンによる1932年の録音が、グラミーの殿堂入りを果たした。
日本語では曲名の表記に揺れがあり、「スイングしなけりゃ意味がない」などとされたり、「スイング」が「スウィング」に置き換わったりすることがある。

## 背景
この曲は、1931年8月に、シカゴのリンカーン・タヴァーン (the Lincoln Tavern) へ出演していたデューク・エリントンが、休憩中に作曲し、編曲したものであり、歌詞はアーヴィング・ミルズが付けた。エリントンによれば、曲名は、トランペット奏者だったバディ・マイリーが信条としていた言葉であるとされるが、当時マイリーは重い結核を患っていた。マイリーは、この曲のリリースと同じ1932年に死去した。
この曲の最初の録音は、1932年2月2日に、デューク・エリントンと彼の楽団によってブランズウィック・レコードのためにおこなわれた。ボーカルを担当したのはアイヴィ・アンダーソンで、トロンボーン奏者のジョー・ナントンとサクソフォーン奏者のジョニー・ホッジスがソロを取った。その後の演奏の機会には、トランペット奏者のレイ・ナンスがボーカルを担当することが多かった。
エリントンが記したところによると、「当時のジャズ・ミュージシャンたちの間に広がっていた感情の表現として (as the expression of a sentiment which prevailed among jazz musicians at the time)」この曲は有名になった。この曲は、「スウィング」という言葉をポピュラー音楽において用いた最も初期の用例のひとつである。

## その他のおもなバージョン
- ミルズ・ブラザーズ (The Mills Brothers) (1932)[11]
- ボズウェル・シスターズ (The Boswell Sisters) (1932)[12]
- ロジャー・ウルフ・カーン (Roger Wolfe Kahn (1932)[13]
- ステファン・グラッペリとジャンゴ・ラインハルト (1935)[10]
- セロニアス・モンク – 『セロニアス・モンク・プレイズ・デューク・エリントン』 (リバーサイド, 1955)[10]
  - American Public Mediaが制作するラジオ番組『Marketplace』では、ダウ平均株価が上昇とも下落ともつかない場合に、このモンクのバージョンを背景音楽として流すことが知られている[14]。
- シドニー・ベシェとマーシャル・ソラール – 『Sidney Bechet-Martial Solal Quartet Featuring Kenny Clarke』 (1957)[10]
- ルイ・アームストロングとデューク・エリントン – 『The Great Reunion』 (1961)[15]
- エラ・フィッツジェラルドとデューク・エリントン – 『Ella and Duke at the Cote D'Azur』[10] (ヴァーヴ, 1967)
- テレサ・ブリュワーとデューク・エリントン – (1974)[16]
- チャック・ブラウン (Chuck Brown) – 『Go Go Swing Live』(1987)[17]
- ダイアン・シューア (Diane Schuur) とスタン・ゲッツ – 『Schuur Thing』(1985)[10]
- ドクター・ジョン - 『デューク・エレガント-ドクター・ジョン、エリントンを歌う-』(2000)[10]